# Elektronische Gegenmaßnahmen

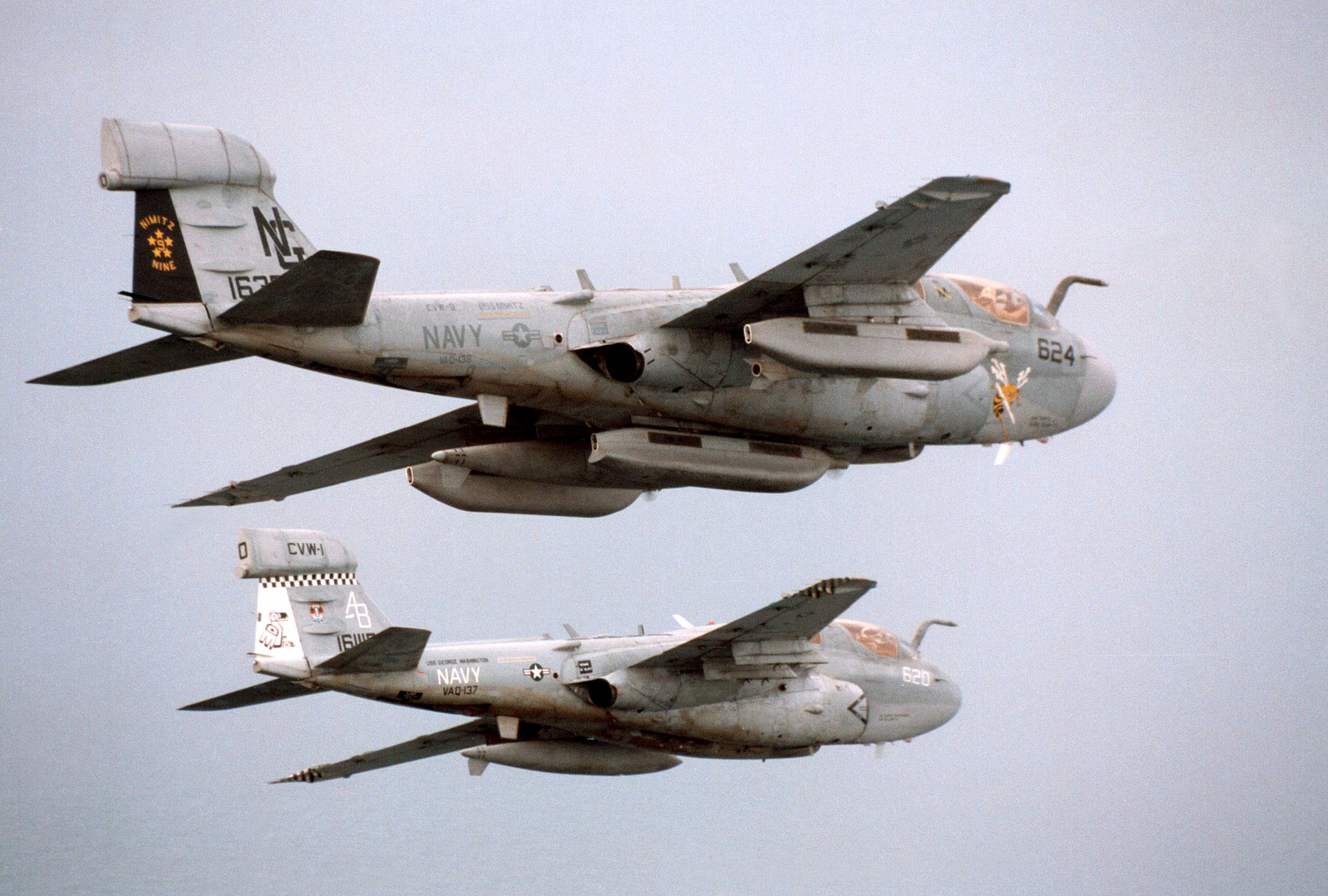
Zwei EA-6-Abstandsstörer mit je drei AN/ALQ-99-Behältern für EloGM

Elektronische Gegenmaßnahmen (EloGM; englisch electronic countermeasures – ECM, electronic attack  – EA) sind neben den Elektronischen Schutz- (EloSM) und Unterstützungsmaßnahmen (EloUM) Teil des Elektronischen Kampfes (EK). Sie haben das Ziel, durch Anwendung elektromagnetischer Energie die wirksame gegnerische Nutzung des elektromagnetischen Spektrums zu verhindern oder einzuschränken.

## Kategorien
Die elektronischen Gegenmaßnahmen umfassen „Stören“, „Täuschen“ und „Neutralisieren“:
- Elektronisches Stören (englisch electronic jamming) ist absichtliches (Wieder-)Ausstrahlen oder Reflektieren elektromagnetischer Energie mit dem Ziel, den Gegner an der Nutzung seiner elektronischen Geräte und Systeme zu hindern oder darin zu beeinträchtigen.
- Elektronisches Täuschen (englisch electronic deception) bezeichnet das absichtliche (Wieder-)Ausstrahlen, Verändern, Absorbieren oder Reflektieren elektromagnetischer Energie mit dem Ziel, den Gegner oder seine elektronischen Systeme abzulenken, irrezuführen oder zu verwirren.
- Elektronisches Neutralisieren (englisch electronic neutralization) ist der absichtliche Einsatz elektromagnetischer Energie mit dem Ziel, gegnerische elektronische Geräte oder Systeme zeitweise oder auf Dauer funktionsunfähig zu machen.

## Überblick

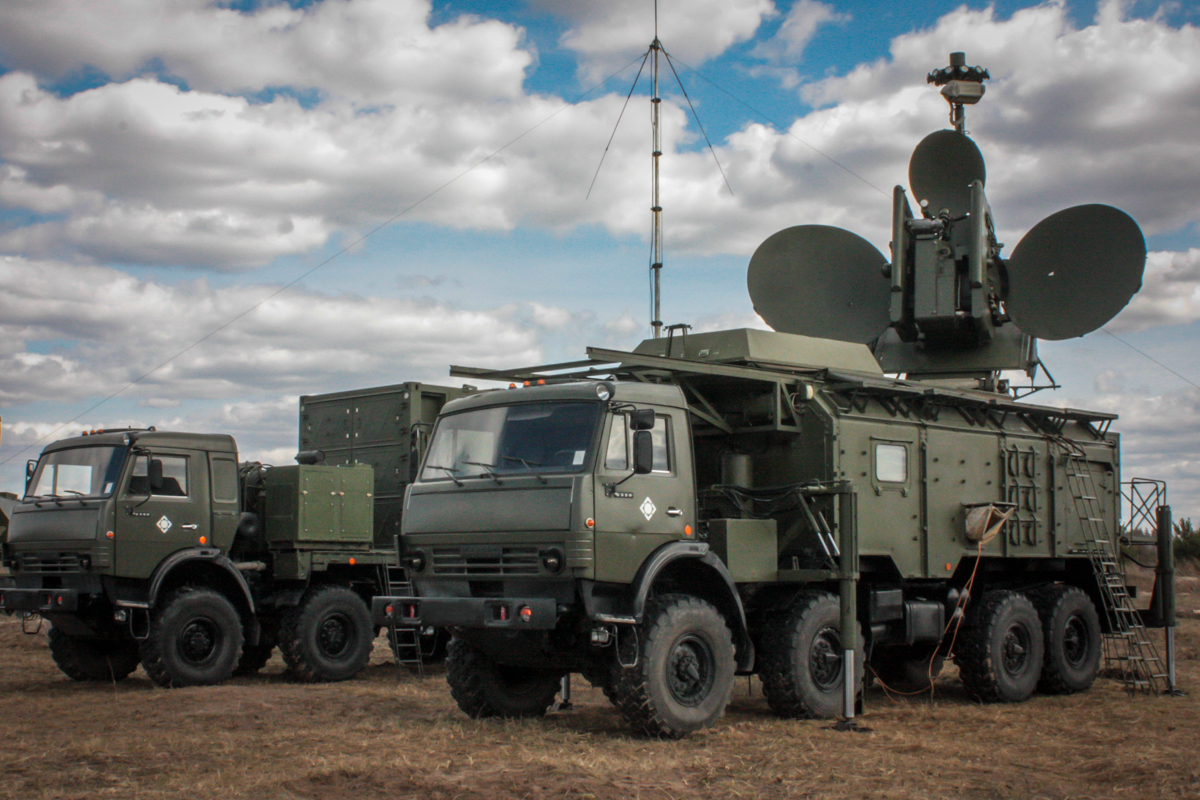
Das Russisches Krassucha-4 EW-System wird bei der Invasion in die Ukraine eingesetzt. Auswertefahrzeug links und Gerätefahrzeug rechts.

Vor der Anwendung von Gegenmaßnahmen ist es erforderlich, möglichst viele Informationen über die Anlagen zu erhalten, die beeinflusst werden sollen. Dies ist die Aufgabe der elektronischen Unterstützungsmaßnahmen (englisch electronic support measure – ESM). Hier wird alle von der Gegenseite ausgestrahlte elektromagnetische Energie aufgefangen, geortet und aufgezeichnet. Über die Auswertung wird die geeignete Gegenmaßnahme gewählt.
Zu stören sind meist Radaranlagen, seltener auch Funkverbindungen. Ist bei einer Funkverbindung die Verschlüsselung geknackt, kann neben Datenmüll auch Gromolo gesendet werden, um die gegnerische Kommunikation zu blockieren. Meist ist dies jedoch nicht der Fall, da Frequenzspreizung und Verschlüsselung dem im Wege stehen. Funkstörpanzer wie Hummel oder Flugzeuge zur elektronischen Kampfführung wie die EA-6B senden deshalb meist weißes Rauschen, damit das Funksignal am Empfänger im Rauschen des Störsenders untergeht.
Bei Radaranlagen gibt es eine Vielzahl an Störtechniken, welche unten (nicht vollständig) aufgelistet sind. Prinzipiell arbeiten die Störsender hier auf zwei verschiedene Arten: mit Sendeimpulsen (einspielen von Falschzielen) und mit weißem Rauschen (Maskierung vorhandener Ziele). Die aktive Auslöschung stellt einen Sonderfall dar, da zwar auch mit Sendeimpulsen gearbeitet wird (wenn das zu störende Radar kein Dauerstrichradar ist), allerdings auch die Erzeugung von Falschzielen möglich ist.
Das Prinzip der Störung durch Sendeimpulse ist einfach: Ein Impulsradar pingt in den Raum, und lauscht auf ein Echo. Der Störsender pingt das Radar nun permanent an und erzeugt so viele Echos, welche sich je nach Größe der Nebenkeulen über einen größeren Winkelbereich erstrecken können, wodurch das Radar nicht mehr weiß, welches Eingangssignal zum Sendeimpuls gehört. Dies erfolgt entweder direkt (Impulsantwortstörungen) oder indirekt (Ground Bounce), mit Phasenmanipulation (Cross-Eye, Cross-Polarisation), um eine Aufschaltung zu lösen (Gate Pull-Off), oder im Team (Blinking).

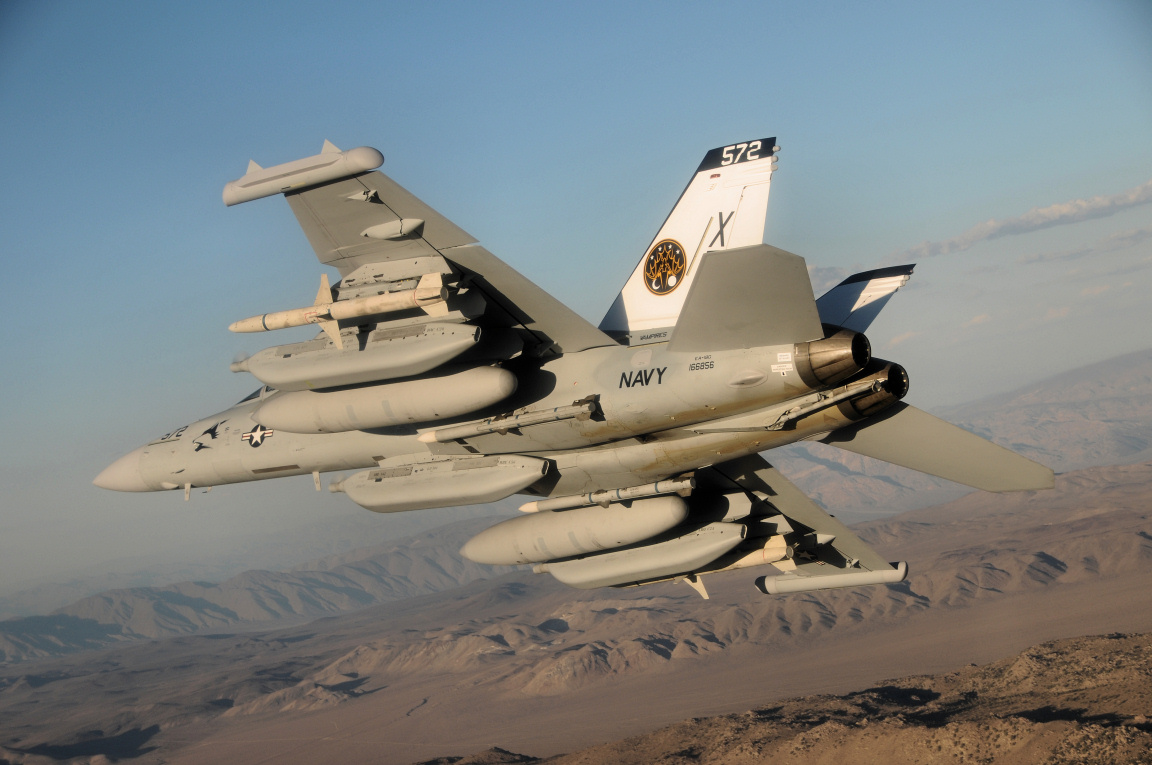
EA-18G Growler

Bei der Störung durch weißes Rauschen sendet der Störsender auf allen Frequenzen gleichzeitig, die vom gegnerischen Radar benutzt werden. Dadurch verschlechtert sich das Signal-Rausch-Verhältnis am Radar (die Empfängerempfindlichkeit sinkt), somit sinkt die effektive Reichweite des Radars. Je nach Größe der Nebenkeulen erstreckt sich der reduzierte Erfassungsbereich über einen größeren Winkelbereich. Da moderne Radare wie das AN/APG-63 die Sendefrequenz bei jedem Sendeimpuls wechseln, ist das Senden von Rauschen die effektivste Art der Radarstörung. Das macht Störflieger wie die Boeing EA-18 Growler nützlich, weil sie die effektive Reichweite von Radaren in einem bestimmten Winkelbereich reduzieren können (im Extremfall übersteuert der Empfänger des Radars, sodass es nutzlos wird). Allerdings gibt es meist den Fall, dass das Echo des Radars ab einer bestimmten Entfernung aus dem gesendeten weißen Rauschen herausragt. Diese Distanz wird als Durchbrennentfernung (englisch burn-through range) bezeichnet, unterhalb der Rauschstören das Radarziel nicht mehr verdeckt. Ursächlich hierfür ist die Tatsache, dass eine Halbierung der Entfernung zwar die Energiedichte des Störsignals vervierfacht, allerdings eine 16-fache Absenkung der Empfängerempfindlichkeit nötig wäre, um denselben Effekt zu erzielen.
Bei FMCW-Radaren arbeiten die Sender im Gegensatz zu einem Impulsradar während der Dauer des Messvorganges ununterbrochen, sodass die Störung durch Sendeimpulse wirkungslos ist. Rauschstören ist hier meist die einzige ECM-Lösung, wogegen FMCW-Radare durch ihre geringe Sendeleistung empfindlicher sind. Ferner können FMCW-Radare im Home-on-Jam-Modus von Flugkörpern wie AGM-88 HARM und Ch-31 leichter angesteuert werden.

## Techniken

### Einspielen von Falschzielen

#### Impulsantwortstörungen
Bei Impulsantwortstörungen wird im Empfänger des Radargerätes eine möglichst große Anzahl von Scheinzielen durch das Aussenden kurzer Impulse vorgetäuscht. Deren Folgefrequenz ist entweder nichtsynchron zur Impulsfolgefrequenz des Radargerätes, oder die Folgefrequenz ist synchron zur Impulsfolgefrequenz des Radargerätes, oder wird gar von dessen eigenem Sendeimpuls abgeleitet (englisch repeater jammer). Der zur Täuschung ausgesendete Impuls hat dann eine andere Entfernung, einen anderen Seitenwinkel und/oder eine andere Geschwindigkeit als das echte Zielzeichen. Bei Radargeräten mit automatischer Zielerkennung (Plotextraktor) kann der Prozessrechner schnell an die Grenze seiner Kapazität gelangen. Das seit den 1980er Jahren in vielen Ländern des ehemaligen Warschauer Vertrages lange eingesetzte Luftraumüberwachungsradar ST-68U kann bis zu 128 Zielzeichen automatisch verarbeiten, von denen wiederum nur 32 Ziele dann als echte Zielzeichen erkannt und automatisch gemeldet und begleitet werden. Wird der Verarbeitungskanal durch eine Vielzahl von Scheinzielen übersteuert, so gehen einige echte Zielzeichen verloren oder der Prozessrechner kann nicht mehr alle Ziele korrelieren.

#### Digital Radio Frequency Memory (DRFM)
Modernerer digitaler Signalverarbeitung und hoher Rechnerleistung bedient sich die Technik des Digital Radio Frequency Memory (DRFM). Hier werden Sendeimpulse z. B. eines Radars empfangen und digital dupliziert. Das empfangene Signal wird dazu digitalisiert und gespeichert und kann anschließend bearbeitet und wieder abgestrahlt werden. Dadurch kann das Signal nahezu latenzfrei mit einer Dopplerverschiebung überlagert werden, um die Geschwindigkeitsmessung des Radars zu täuschen, oder gezielt in die Nebenkeulen des Radars gesendet werden, um ein Scheinziel an einer bestimmten Position zu erzeugen.

#### Ground Bounce
Beim Ground Bounce wird ein gerichtetes Störsignal schräg auf den Boden gesendet, von dort reflektiert und gelangt in den Monopuls-Radarsucher einer Lenkwaffe. Für semi-aktive und aktive Raketen kommt die Wellenfront so aus Richtung des Bodens, sodass die Flugkörper im Home-on-Jam-Betriebsmodus (HOJ) in den Sinkflug gehen, bis diese mit dem Boden kollidieren. Der Störsender benötigt dafür eine gewisse Leistung, da die Streuverluste am Boden kompensiert werden müssen, und eine Richtbarkeit zumindest im Elevationswinkel. Die Nebenkeulen des Störsenders müssen ebenfalls gering sein, um einen direkten Anflug des Störers im HOJ-Modus zu verhindern.

#### Cross-Eye
Monopuls-Antennen können mit nur einem Puls den Winkel zum Ziel bestimmen, da diese in der Regel vier Zuleitungen haben. Wenn das Radar einen Puls in den Raum sendet, und das Signal von einem Ziel rechts von der Antenne reflektiert wird, dann kommt die Wellenfront des Echos zuerst auf der rechten Seite der Antenne an, dann auf der linken. Aus der zeitlichen Differenz der empfangenen Signale kann der Winkel zum Ziel bestimmt werden, auf den sich die Antenne dann ausrichtet. Cross-Eye-Jamming manipuliert dieses Verfahren, indem das Ziel eine schräge Wellenfront erzeugt, sodass der Sucher ein Scheinziel verfolgt.
Dazu werden zwei räumlich getrennte Sende- und Empfangsantennen benötigt, welche miteinander verbunden sind. Ein Pfad verschiebt sein empfangenes Signal mit einer Phase von 180°, um das Signal in Richtung des Radars auszulöschen. Phasen- und Amplitudenkontrolle sind in einem Pfad ebenfalls vorhanden, um die Repeater Jammer aufeinander abzustimmen. Dadurch wird sichergestellt, dass die Signale der beiden kohärenten Störsender dieselbe Amplitude und 180° Phasenverschiebung aufweisen, unabhängig vom Winkel zum Radar. Um erfolgreich zu sein, muss das Verfahren das wahre Echo des Zieles überdecken, wofür ein Störsignal-zu-Signal-Verhältnis von mindestens 20 dB erforderlich ist.

#### Cross-Polarisation
Manche Monopuls-Radarantennen geben falsche Winkelinformationen aus, wenn das empfangene Signal gegenüber der Antennenpolarisation orthogonal polarisiert ist. Dadurch dreht sich die Monopuls-Antenne vom Signal weg, statt wie üblich zum Signal hin. Wenn die normal polarisierte Komponente den Anteil der orthogonal Polarisierten überwiegt, kann der Störsender allerdings im HOJ-Modus angeflogen werden. Um das zu verhindern, muss der Polarisationswinkel auf ±5° genau kontrolliert werden können. Planare Antennen und solche mit Polarisationsfiltern können mit Cross-Polarisation nicht gestört werden.

#### Gate Pull-Off
Gate Pull-Off kommt dann zum Einsatz, wenn ein Radarsystem bereits ein Ziel erfasst hat. Um Störungen zu vermeiden und um das Signal-Rausch-Verhältnis zu verbessern, definiert das Suchsystem anhand des gemessenen Dopplereffekts ein kleines Entfernungs- (Range Gate) und Geschwindigkeitsfenster (Velocity Gate) und blendet alle eingehenden Signale außerhalb dieses Fensters aus. Mittels Range Gate Pull-Off (RGPO) und Velocity Gate Pull-Off (VGPO) wird nun versucht, die Signale so zu manipulieren, dass sich das Ziel scheinbar außerhalb des Fensters befindet, womit dann die Zielerfassung gebrochen wird und das Radar wieder in den Suchmodus umschalten muss, um das Ziel wiederzufinden.
Um dies zu erreichen, wird die Impulsfolgefrequenz ermittelt und das eingehende Signal zunächst schwach und unverändert wieder abgestrahlt. Über die Zeit wird das abgestrahlte Signal so lange erhöht, bis es das Radarecho des Ziels übersteigt. Um einer Überlastung vorzubeugen, reduziert das Radar nun seine Empfindlichkeit, wodurch das Radarecho des Zieles im Hintergrundrauschen untergeht. Nun ist das Radar auf die Signale des Störsystems aufgeschaltet anstatt auf das Ziel. Als Nächstes wird ein weiteres Signal erzeugt, das verzögert zum ersten ausgestrahlt wird und ein Ziel mit einer anderen Geschwindigkeit simuliert. Das erste Signal wird nun kontinuierlich abgeschwächt, während das zweite immer stärker wird. Hierdurch schaltet das Radar auf das zweite Signal auf, dessen Geschwindigkeit immer weiter von der des Zieles abweicht. Das Geschwindigkeitsfenster bleibt hierbei auf dieses scheinbare Ziel fixiert, womit das Radarecho des wahren Zieles ausgeblendet wird. Wenn nun der Störsender seine Aktivität einstellt, verschwindet das Scheinziel und aufgrund des falsch definierten Geschwindigkeitsfensters kann das Radar nicht mehr auf das wirkliche Ziel aufschalten und muss wieder zurück in den Suchmodus. Idealerweise befindet sich am Ende des Prozesses das Fenster im Bereich anderer bewegter Objekte (z. B. Schleppstörsender oder Düppel), so dass das Radar auf diese aufschaltet und somit zumindest zeitweise neutralisiert ist.

#### Blinking
Beim Blinking strahlen mehrere räumlich verteilte Störsender ein Monopuls-Radar zeitlich versetzt an. Das Radar wechselt deshalb schnell das Ziel. Läuft das Blinking schnell genug ab, kommt der Servo des Radars nicht mehr hinterher, und das Ziel geht verloren. Bei noch schnellerem Blinking wird das Monopuls-Radar die Störquellen mitteln, und einen Punkt zwischen diesen ansteuern.

### Maskierung vorhandener Ziele
Beim Rauschstören (englisch noise jamming) handelt es sich um eine sehr einfache Störform, weswegen sie bereits sehr früh eingesetzt wurde. Bei dieser Technik wird mittels weißem Rauschen versucht, das Signal-Rausch-Verhältnis des Empfängers so weit zu verschlechtern, dass er das ursprüngliche Signal nicht mehr empfangen kann. Hierbei gibt es verschiedene Ausprägungen des Noise Jammings. Die aktive Auslöschung von Radarsignalen und das Stören von abbildenden Verfahren ist hingegen relativ neu, da dazu schnelle Computer mit hoher Rechenleistung nötig sind.

#### Breitbandige Rauschstörungen
Bei breitbandigen Rauschstörungen (englisch barrage jamming) wird das gesamte Empfangsspektrum des Empfängers gestört. Meist ist der Empfangsbereich jedoch recht schmal, was diese Technik sehr ineffektiv macht. Selbst zur Störung schwacher Signale wird eine große Sendeleistung, d. h. eine große Energiemenge benötigt. Dieses Problem verschärft sich, je größer die Bandbreite des Empfängers und je kleiner die Bandbreite des Signals ist. Als Vorteil wird gesehen, dass Breitbandige Rauschstörungen als einzige Störform nicht durch Frequenzwechsel neutralisiert werden können. Auch die häufig angewandte ECCM-Technik der Frequenzspreizung ist hier wirkungslos.

#### Gezielte Rauschstörungen
Um die Energieeffizienz zu erhöhen, wird bei gezielten Rauschstörungen (englisch spot jamming) nur der Frequenzbereich gestört, der von dem aktuellen Signal verwendet wird. Dies erfordert allerdings eine schnelle Messung der Signalfrequenz- und Bandbreite sowie die Möglichkeit zu schnellen Frequenzwechseln. Sowohl Frequenzspreizung als auch Frequenzwechsel sind geeignete Gegenmaßnahmen gegen diese Form von Noise Jamming.

#### Modulierte Rauschstörungen
Modulierte Rauschstörungen (englisch swept jamming) sind eine weitere Verfeinerung der Spot-Jamming-Technik. Das abgestrahlte Signal ist hierbei deutlich schmalbandiger und deckt nur einen kleinen Teil der Empfänger-Bandbreite ab. Die Frequenz des Störsignals wird mit hoher Geschwindigkeit geändert, so dass es die Empfängerbandbreite extrem schnell durchläuft. Hierbei kann das zu störende Signal meist nicht komplett überdeckt werden, allerdings wird mit hoher Wahrscheinlichkeit zumindest ein Teil der Übertragung gestört. Viele Funk- oder Radarsysteme haben hier Probleme, die teilweise gestörten Signale noch effektiv zu nutzen.

#### Gepulste Rauschstörungen
Beim Cover pulse jamming wird ein breitbandiger, langer Rauschpuls erzeugt, welcher das Gate des Radars abdeckt. Dazu muss der Störsender wissen, wann die eigene Plattform vom Radar beleuchtet wird, um kurz davor mit dem Rauschstören zu beginnen.

#### Aktive Auslöschung von Radarsignalen
Bei der aktiven Auslöschung (englisch active cancellation) sendet der Störsender Signale aus, welche in Amplitude, Frequenz, Pulswiederholrate und Polarisation mit dem Radarsignal identisch sind, allerdings um 180° phasenverschoben. Dazu verfügt das Störsystem über eine Datenbank mit dem Radarquerschnitt (RCS) der eigenen Plattform aus jedem Winkel, um so das Radarecho am eigenen Objekt zu errechnen, und ein dementsprechendes Signal in die Richtung des Radars zu senden, welches das Echo auslöscht. Da die Errechnung des Eigen-RCS bei niedrigen Radarfrequenzen einfacher ist, ist diese Methode hier leichter anwendbar. Simulationen zufolge können mit dieser Methode auch große Kriegsschiffe wie Hubschrauber- und Flugzeugträger vor dem Radar „versteckt“ werden. Dabei werden nur relativ geringe Leistungen abgestrahlt. Je nachdem, ob die Amplitude des Radars gut getroffen wird, ergibt sich entweder eine komplette Unterdrückung des Radarechos oder ein nur reduzierter RCS.

#### Bildstörungen
Bildstörungen (englisch image jamming) dienen dazu, HRR, SAR- und  ISAR-Bilderzeugungsverfahren zu manipulieren, damit eine nichtkooperative Zielidentifizierung z. B. einen Eurofighter für eine Su-30 ausgibt. Möglich ist auch die Manipulation bei der Erstellung von SAR-Bildern des Bodens, um gefälschte Landschaftsbilder erzeugen zu lassen. Dazu sind zwei räumlich getrennte Störsender nötig, welche das Radar kohärent bestrahlen. Das empfangene Signal wird digitalisiert (DRFM), mit dem Störsignal beaufschlagt und anschließend mittels Pulskompressionsverfahren wieder abgestrahlt.

## Einsatzbetrachtungen

### Kampfflugzeuge
Sendeantennen älterer Störbehälter, wie z. B. die des US-amerikanischen Systems AN/ALQ-131, strahlen ungerichtet nach vorne und nach hinten ab. Sollte das Trägerflugzeug von einem Radar erfasst werden, dann pingt der Störsender alle Frequenzen des Bandes durch. Wenn dies ein russisches Schuk-MSE ist, welches im X-Band (8–12 GHz) arbeitet, wird der ALQ-131 Pulse auf 10,3 GHz, 8,9 GHz, 11,7 GHz usw. aussenden. Da moderne Radare frequenzagil sind und mit jedem Puls ihre Sendefrequenz ändern, kommt es nur selten vor, dass der Störsender just in dem Moment ein Signal auf der Frequenz X aussendet, wenn das Radar auf ein Echo mit derselben Frequenz wartet. Durch die breite Abstrahlung spielt es allerdings keine Rolle, ob zwei oder zwanzig X-Band-Radare im Sendebereich des AN/ALQ-131 sind. Mit weißem Rauschen zu stören wäre nicht effektiv, da die effektive Strahlungsleistung aufgrund der ungerichteten Abstrahlung sehr gering ist.

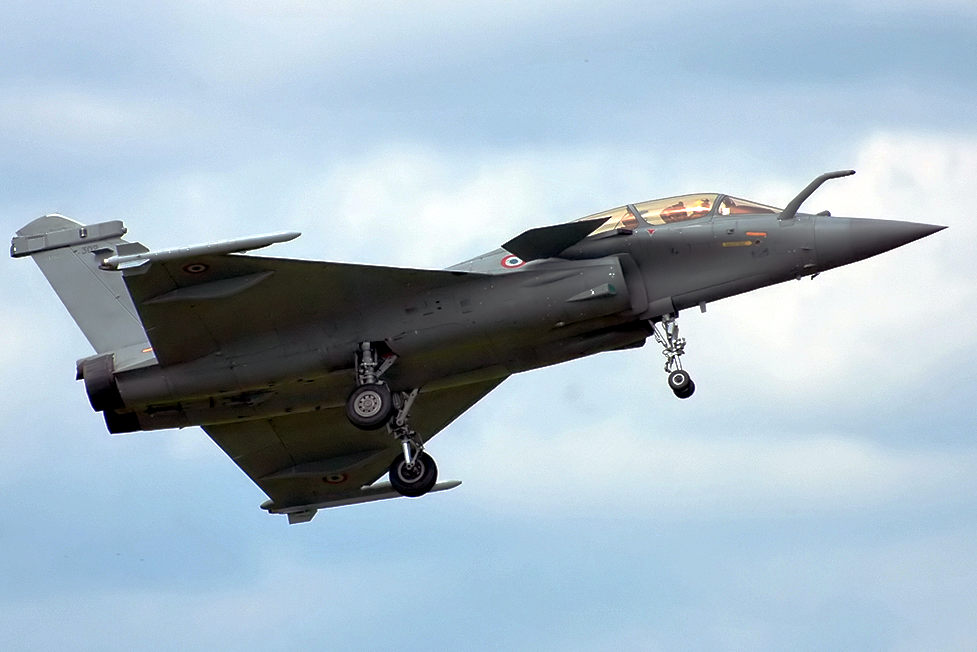
Rafale auf der Paris Air Show 2007

Moderne Störsysteme wie das SPECTRA der Dassault Rafale arbeiten mit Active Electronically Scanned Arrays, sodass die Störenergie gezielt auf ein Radar gerichtet werden kann. Ebenfalls kann gleichzeitig auf verschiedenen Frequenzen gesendet und mehrere Signalkeulen gebildet werden. Die Störmöglichkeiten steigen damit, verglichen mit dem obigen Szenario, deutlich an. Wenn eine Rafale z. B. gegen zwei Su-30MKK mit Schuk-MSE antritt, kann die mechanische Schwenkung des Schuk-MSE ausgenutzt werden: Da das System errechnen kann, wann der gegnerische Antennendurchgang stattfinden wird, können rechtzeitig gepulste Rauschstörungen in Richtung des bestrahlenden Radars abgegeben werden, um eine Entdeckung zu verhindern. Gleichzeitig können vor und nach dem errechneten Antennendurchgang der Hauptkeule Impulsantwortstörungen auf die Nebenkeulen des Radars abgegeben werden, um Falschziele an anderer Position im Raum zu erzeugen. Durch Digital Radio Frequency Memory (DRFM) kann der Sendeimpuls manipuliert und wiederholt werden, um trotz Frequenzagilität Falschziele zu erzeugen.
Gegen ein Schuk-MFS mit passiv phasengesteuerter Antenne ist durch die erratische Abtastung des Suchvolumens keine gezielte Störung möglich, d. h., es müssen permanent weißes Rauschen oder Impulsantwortstörungen auf das Radar abgegeben werden. Eine zeitliche Einteilung der Arbeit ist damit nicht mehr möglich. Die Störenergie des Senders kann also nicht mehr vollständig auf ein Radar fokussiert werden, wenn es gerade zum Antennendurchgang ansetzt, sondern muss auf beide Radare aufgeteilt werden. In diesem Fall kann die effektive Abstrahlleistung nicht mehr ausreichend sein, um das eigene Flugzeug vor der Entdeckung zu schützen, sodass beide Schuk-MFS-Antennen durch den AESA-Störsender nur mit Impulsantwortstörungen belegt werden können, indem dieser zwei Signalkeulen auf die Radare ausbildet.
Wird auf ältere Flugzeuge wie eine F-16 mit AN/ALQ-131 ein aktiver Lenkflugkörper mit Monopulsantenne wie die R-77 abgefeuert, ist der Störsender fast machtlos: Schwaches Rauschstören oder Impulsantwortstörungen würden die Rakete nur im Home-on-Jam-Modus zum Flugzeug führen, da nur die Entfernungsmessung, nicht aber die Winkelmessung gestört würde. Da Flugkörper meist einen Abfangkurs anstreben, bei dem der Winkel zum Ziel konstant bleibt, lenkte der Störsender in beiden Fällen die Rakete perfekt in das Ziel. AESA-Störantennen mit gerichteten Signalkeulen könnten mit Ground Bounce den Flugkörper in den Boden lenken, wenn möglich durch Cross-Polarisation ablenken oder im Team mit zwei oder mehr Maschinen das Blinking anwenden. Mit zwei AESA-Störantennen pro Flugzeug, welche eine Lenkwaffe gleichzeitig bestrahlen können, ist auch eine Ablenkung durch Cross-Eye möglich.
Prinzipiell werden elektronische Gegenmaßnahmen immer in Masse angewandt, da alle modernen Kampfflugzeuge über ECM-Antennen verfügen (Ausnahme F-22). Da moderne Kampfflugzeuge auch AESA-Radare besitzen, welche selbst als AESA-Störsender mit hoher Sendeleistung eingesetzt werden können, ergibt sich ein unüberschaubares Durcheinander verschiedener Radar- und Störtechniken. Gleichzeitig werden auch Abstandsstörer wie die Boeing EA-18 eingesetzt, um ECM-Antennen mit hoher Abstrahlleistung an die Front zu bringen, und externe Störsender wie GEN-X genutzt, um Monopulsradare zu linken.
Über luftgestützte russische EA-Systeme zur Störung des feindlichen Radars ist wesentlich weniger öffentlich bekannt.

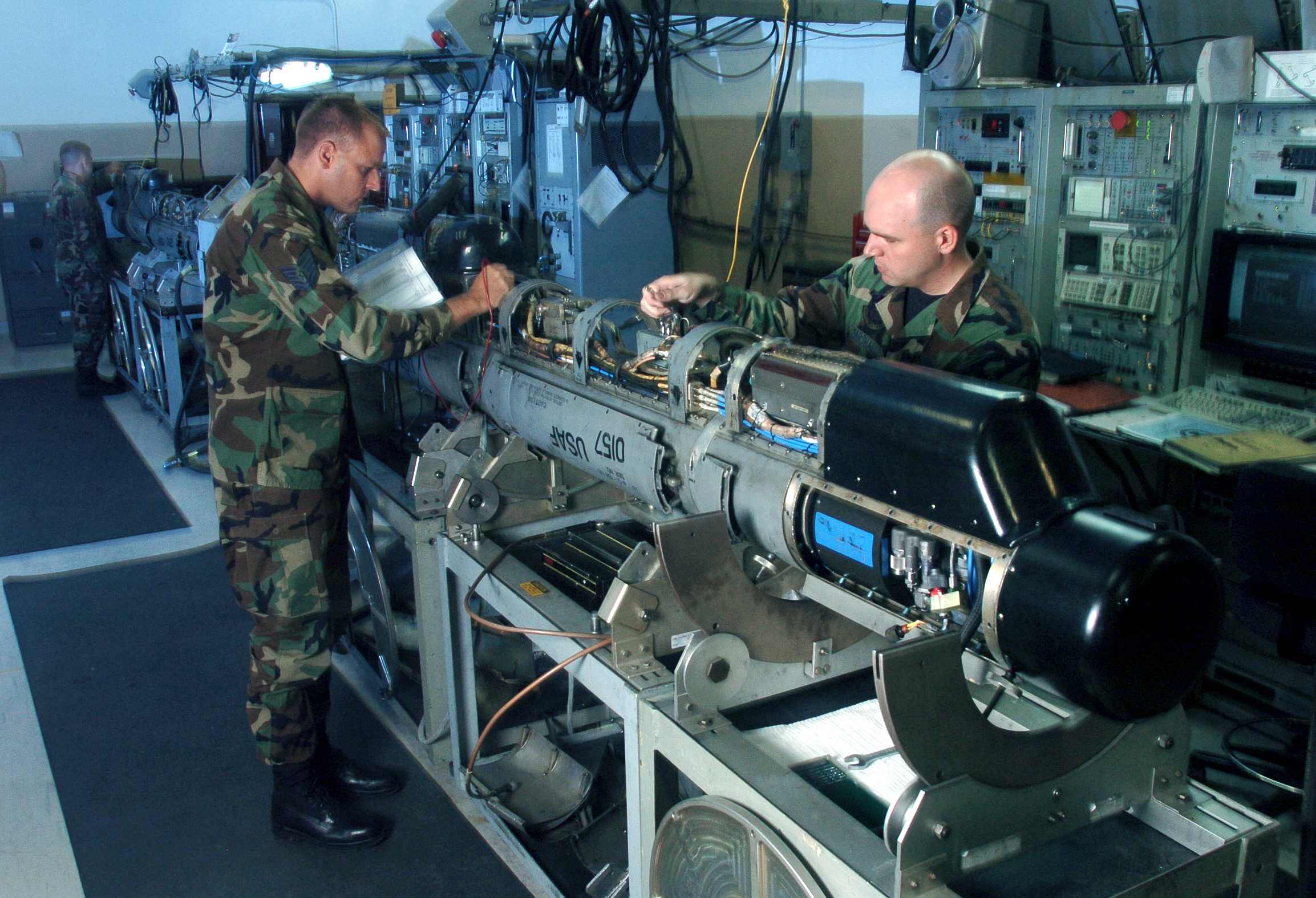
Soldaten überprüfen einen AN/ALQ-184 Electronic Attack Pod

## Systeme

### Luftgestützte EA-Systeme (aktuell und historisch)
Die historische Vielzahl an modularen Stör- und Abwehrsysteme für US Militärflugzeuge tragen fast sämtlich die Bezeichnung AN/ALQ - Airborne Countermeasures Multipurpose/Special Equipment.
- AN/ALE-47  Vereinigtes Königreich ist ein weltweit weit verbreitetes System von Täuschkörperwerfer für Kampfflugzeuge und Hubschrauber zur Abwehr von Funk- und IR geleiteten Waffen des britischen Konzern BAE Systems. Neben Chaff und Flares setzt es auch Einwegstörsender frei. Neben den USA setzten es die Luftstreitkräfte von rund 30 weitere Länder das System ein (Stand 2024).[14]
- Arexis Echo  Schweden wird zum Schutz vor Lenkwaffen und Störung feindlicher Radarsignale im Saab Gripen verbaut. Hersteller ist Saab Arexis.[15]
- AN/ALQ-167
- AN/ALQ-178  „RAPPORT III“ (2-3,10-20 GHz) von Lockheed Martin (Loral) wird in den F-16 der USA, Türkei und Israel verwendet[13]
- AN/ALQ-184
- AN/ALQ-187
- AN/ALQ-214
- AN/ALQ-218
- Tornado Self Protection Jammer
- EA-37B Compass Call  ist eine 2024 eingeführte Plattform der US Air Force auf Basis der Gulfstream G550 und dient zur „Mission Counter-Command, Control, Computers, Communications, Cyber, Intelligence, Surveillance, and Reconnaissance Targeting (Counter-C5ISRT)“. Gegnerische Radar- und Kommunikationssysteme sollen gestört und die feindlicher Luftverteidigungen (SEAD) unterdrückt werden.[16]

- Shenyang J-15D  ist die EA-Version dieses Mehrzweckkampfflugzeugs der Chinesischen Marine[17]
- Shaanxi Y-9LG  ist eine EA Plattform der Chinesischen Marine und besitzt nach den bekannten Informationen einen ähnlichen Fähigkeitsumfang wie die US L3Harris EA-37B Compass Call. Sie kann Radarsignale detektieren und stören.[18]

### Seegestützte Systeme

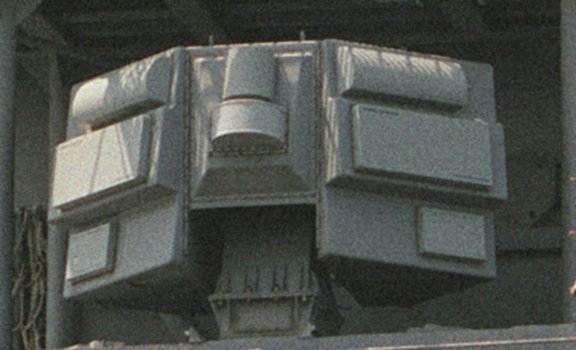
AN/SLQ-32(V)3, die unteren Flächen links und rechts sind die EloGM-Antennen.

Auch an Bord von Kriegsschiffen werden Systeme für den elektronische Kampf eingesetzt. Diese werden zur Abwehr von Marsch- und Seezielflugkörpern meist zusammen mit einem Nahbereichsverteidigungssystem (CIWS) und Täuschkörperwerfern eingesetzt. Nahezu alle modernen Kriegsschiffe setzen EA-Systeme primär gegen Luftangriffe ein.
Historisch wurde in den 1970er Jahren der AN/ULQ-6-Täuschsender, zuerst bei der US Navy eingesetzt. Das System ermöglichte eine grob gerichtete Störstrahlung in einem bestimmten Sektor durch die mittlere Antennengruppe, welche durch Rotorsysteme horizontal geschwenkt werden konnte. Das System wurde später durch das passiv phasengesteuerte SLQ-17, womit die Rollbewegungen des Schiffes ausgeglichen werden und gerichtet gestört werden konnte. In den 1980ern rüstete die US Navy ihre Schiffe mit dem in gleicher Technik arbeitenden AN/SLQ-32 abgelöst, welches nach demselben Prinzip arbeitet. Seit 2005 wird es durch das AN/SLY-2 ersetzt.
Über die EA-Systeme der Russischen Seekriegsflotte ist öffentlich wenig bekannt.
Bei der Deutschen Marine ist auf den Fregatten der Brandenburg- und Sachsen-Klasse z. B. das EADS-System FL 1800 S II im Einsatz. Die Signale werden über fünf Empfangs- und vier Sendeantennen ver- und bearbeitet.
Der Bedarf an Störenergie ist proportional zum Radarquerschnitt (RCS), was bei großen Schiffen auch sehr hohe effektive Strahlungsleistungen nötig macht. Das US-System SLQ-32 sendete mit einer Leistung von bis zu ein Megawatt. Die Störsender zielen primär auf die Radaranlagen von angreifenden Flugzeugen, um den Abwurf von Bomben und den Abschuss von Seezielflugkörpern zu behindern. Ein anfliegender Seezielflugkörper kann allein mit bordeigenen EA-Antennen nicht abgewehrt werden, da dieser die Störer im Home-on-Jam-Modus, das heißt den Jammer-als-Ziel-Modus anfliegen kann. Deshalb kommen „Köder“ wie die britischen Nulka zum Einsatz, welche Flugkörper mit Impulsantwortstörungen vom Schiff ablenken sollen.

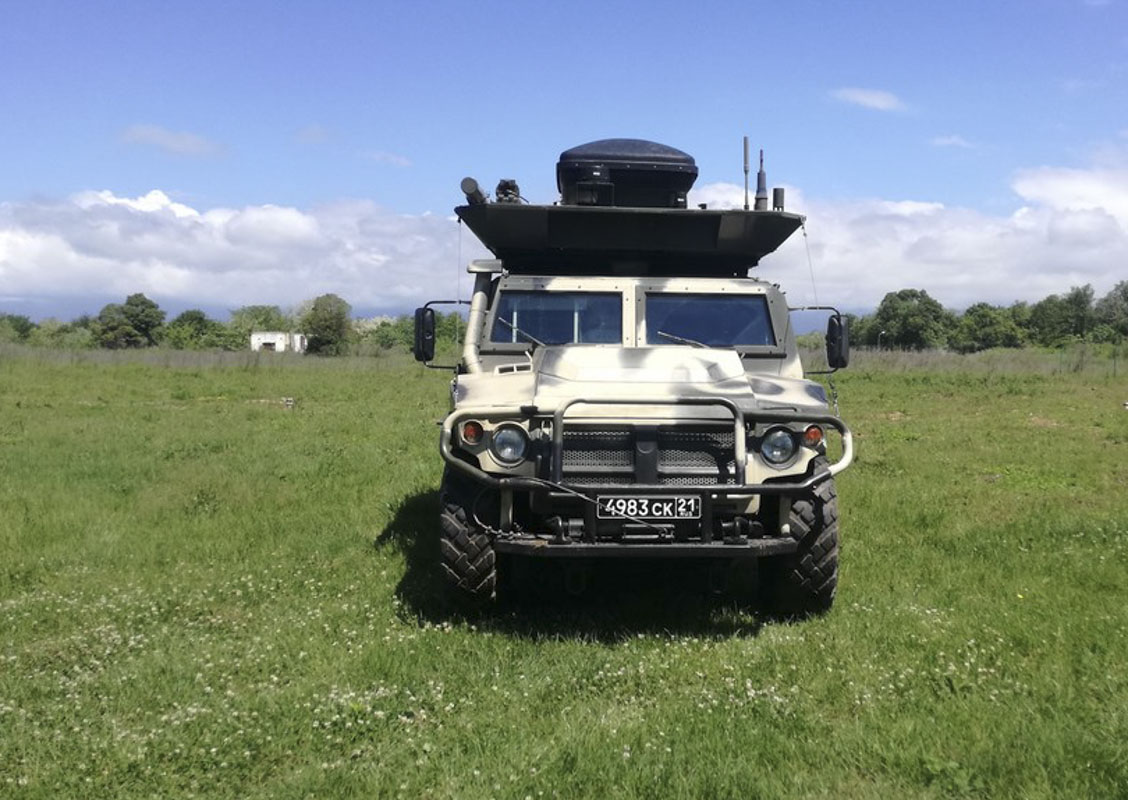
Ein abgerüstetes russisches 85Ya6 Leer-2. Die kleinen Systeme sind hoch mobil und werden in Frontnähe eingesetzt.

### Landgestützte Systeme
- CEW-03A  ist ein auf einem LKW verlastetes EW-System zur umfassenden Flugabwehr gegen Lenkflugkörper, Drohnen und Flugzeuge. Das System soll Radarsignaturen in einem Umkreis von 600 km detektieren, analysieren und in einem Frequenzbereich von 500 MHz bis 40 GHz stören. Funkkommunikation und GNSS sollen in einem Radius von 300 km gestört werden können. CEW-03A zielt auch auf die physische Zerstörung feindlicher Systeme mit einer angeblichen Sendeleistung von 500 kW PEP. Das System wird von China und seit 2022 Algerien eingesetzt.[22]
- 1L222 Awtobasa (1Л222 «Автобаза»)  ist ein kleineres, noch in der UdSSR entwickeltes EW-System zur Abwehr von luftgestützten Seitensichtradaren (SLAR), weiteren Zielfindungs-Radarsystemen sowie zur Datensammlung für den 1L125M APUR Komplex. Arbeitsbereich ist 8 bis 17,5 GHz; das System soll eine Leistungsaufnahme von 12 kW haben. Es gibt Berichte, dass das System neben Russland[23] auch von der Islamischen Republik Iran[24] eingesetzt wird.
- R-330Sch Schitel (Р-330Ж «Житель»)  ist ein seit Mitte der 1990er Jahre eingesetztes HF-Stör-System der Russischen Landstreitkräfte zur Unterdrückung von Funkkommunikation und Navigation des Gegners im Frequenzband von 100 MHz bis 2 GHz zum Schutz eines Battalons oder Einheit nahe der Front. Das System stört die terrestrische (GSM-1900) und satellitengestützte Funkkommunikation (Inmarsat, Iridium, NAVSTAR) sowie die Telemetrie und Fernsteuerung von PGM und UAVs. Sender und Empfänger sind auf jeweils einem Ural-43203 oder KamAZ-43114 LKW verlastet.[25] Das System wurde oder wird in bei der Invasion in die Ukraine eingesetzt.[26]
- 85Ja6 Leer-2 (85Я6 «Леер-2»)  ist ein seit 2017 von den russischen Landstreitkräften eingeführtes, kleines, mobiles EW-System, das auf einem Tigr-M installiert ist. Neben der Analyse und Störungen von HF-Signalen können die Bordrechner auch die Signatur verschiedener Waffen simulieren.[27] Das System wurde oder wird in bei der Invasion in die Ukraine eingesetzt[27].
- RB-109A Bylina (РБ-109А «Былина»)  ist ein automatisiertes EW System der russischen Landstreitkräfte, dass Technologien des Maschinenlernen nutzt um HF-Signale im Umkreis von 100 Kilometern zu identifizieren und selbständig zu ermitteln, welche Ziele primär zu stören sind. Das System wurde oder wird in bei der Invasion in die Ukraine eingesetzt[27][28].
- Alinet  von Elbit Systems analysiert und lokalisiert Radarsignaturen in einem nicht definierten Umkreis und kann diese stören. Es kann als Command and Control Station eingesetzt werden und ist auf Mercedes Unimogs verlastet. Alinet kann seine Zieldaten an die türkische Bayraktar TB2 und israelische IAI HAROP Kampfdrohnen weiter geben.[29] Das System wurde 2022 an Marokko verkauft.[30][31]